# Атанас Колев
 Тази статия е за българския шахматист.  За българския комунистически деец вижте Атанас Колев (комунист).  
Атанас Иванов Колев е български шахматист и треньор по шахмат, гросмайстор. През януари 2012 г. ЕЛО рейтингът му е 2602, което е най-доброто му постижение. Става международен майстор през 1988 г. и гросмайстор през 1993 г.
През 1980 г. печели детския турнир Морско конче.
Той е шампион на България по шахмат за 1992 г. Участва на четири шахматни олимпиади, където изиграва 31 партии (8 победи, 15 равенства и 8 загуби). Играе на две Балканиади по шахмат през периода 1993–1994 г.
През 2000 г. достига  126-то място в световната ранглиста.
Няколко години (2004 – 2006) е треньор на женския национален отбор по шахмат и на Антоанета Стефанова.

## Турнирни резултати
Гросмайстор Атанас Колев е победител (или дели първо място) в 60 шахматни международни турнири (за периода 1988 – 2011 г.)
- 1992 – Тортоса, Испания (1 м.)
- 1993 – Сан Кугат, Испания (1 м.)
- 1994 – Елените, България (1 м.); Сарагоса, Испания (2-8 м.)
- 1997 – Малага, Испания (2-3 м.)
- 1999 – Севиля, Испания (1 м.)
- 2000 – Барселона, Инд. шампионат на Каталуня, Испания (1 м.)
- 2001 – Бадалона, I Межд. кръгов турнир, Испания (1 м.)
- 2004 – Торедембара, VI Межд. Орен, Испания (1 м.)
- 2007 – Ла Лагуна, I Межд. Орен, Испания (1 м.)
- 2008 – Лас Вегас, САЩ (1-6 м. с Гата Камски, Лоран Фресине, Тигран Петросян, Бенджамин Финеголд и Джош Фридел)[1]
- 2009 – Налкида, 24 Акрополис, Гърция (1-4 м.)
- 2010 – 32 Пловдив, България (1 м.)
- 2011 – 33 Пловдив, България (1 м.)
- 2011 – Албена, България (1-2 м.)
- 2011 – Пловдив, V Кан Крум акт. шах, България (1-4 м.)
- 2011 – Чикаго, 20 Мидуей турнир, САЩ (1 м.)
- 2011 – Детройт, I год. шахм. фестивал, САЩ (1 м.)

## Участия на шахматни олимпиади
| Година | Организатор | Отбор    | Класиране (отборно) | Дъска         |
| 1992   | Манила      | България | 19                  | Първа резерва |
| 1994   | Москва      | България | 5                   | Четвърта      |
| 1998   | Елиста      | България | 17                  | Четвърта      |
| 2000   | Истанбул    | България | 14                  | Четвърта      |

## Участия на европейски първенства
| Година | Организатор | Отбор    | Класиране (отборно) | Дъска |
| 2001   | Леон        | България | 9                   | Трета |